# Фофана, Айша
Айша Амината Лайла Фофана (1957 — 10 августа 2003) — малийская писательница и переводчица. В 1994 году, после выхода Mariage: on copie, стала первой женщиной в Мали, опубликовавшей рассказ. Защитница прав женщин, работы которой были направлены на улучшение положения женщин в малийском обществе.

## Биография
Родилась в Бамако, Мали в 1957 году, в семье министра здравоохранения Мали, Бенитьени Фофана (1928—1991). По окончании начального образования в Бамако и Бордо, посещала Нотр-Дамский Лицей в Нигере. Затем начала изучать языки, сперва в Сорбонне, а затем в Мангеймском университете и Оксфорде. Со своим знанием немецкого, французского и английского языков она работала затем в сфере устного и письменного перевода.
Её первая повесть Mariage: on copie бросает вызов традиционным представлениям о месте женщины в малийском обществе, говоря о различных проблемах, с которыми сталкиваются четыре женщины вследствие их происхождения и статуса. Описывая то, как женщины решают семейные проблемы, автор пытается показать, что малийское общество движется в нужном направлении. Вторая повесть La fourmilière была опубликована посмертно в 2006 году. Она раскрывает проблемы малийского общества, описывая их, как жизнь большой семьи. Название вдохновлено иерархическими структурами, сравнимыми с теми, которые имеются в муравьиных колониях.
Разочарованная тем объёмом времени, который занимает публикация книги, Айша решила обратиться к театру, как к более эффективному методу передачи своих идей. В апреле 1997 года, первая пьеса Excellence on fait le ménage была показана в Культурном Центре Бамако. Поскольку в пьесе были затронуты вопросы коррупции в политике, она вызвала переполох как среди актёров, так и среди зрителей. Вторая пьеса, L’Africaine de Paris no 2, поставленная годом позже, рассказывает о малийце, который женился на местной лишь для того, чтобы узнать, что его первая жена — африканка, на которой он женился в Париже — претендует на него, как на своего мужа, чем расстраивает всех родных.
Также Айша запомнилась, как ярая защитница прав женщин. В 1998 году она была одной из основательниц Малийской организации по защите прав человека. Её работы зачастую сосредоточены на улучшении социальных условий женщин в Мали.
Айша Фофана неожиданно умерла 16 августа 2003 года.

## Избранные работы
Повести
- Mariage, on copie. Изд. Jamana. 1994. ISBN 2-910454-04-5.
- La fourmilière: roman. Изд. «La Ruche à livres»/Librairie Traoré. 2006. ISBN 978-99952-50-06-5.

Пьесы
- Excellence on fait le ménage. Университет Западной Австралии. 1997. L’Africaine de Paris no 2. Университет Западной Австралии.1998